# Попем, Бен
Бен Попем (англ. Ben Popham; род. 4 сентября 2000) ― австралийский пловец-паралимпийец. Чемпион Паралимпийских игр 2020 года в Токио в плавании.

## Биография
Попем родился 4 сентября 2000 года в Австралии. В младенчестве ему поставили диагноз церебральный паралич.
В 2011 году он был выбран в качестве одним из «Маленьких звезд» телемарафона Пертского телемарафона Channel Seven.
В 2019 году он получил степень бакалавра коммерции в Университете Кертина. В настоящее время он живёт в Перте.

### Спортивная карьера
Начал заниматься плаванием в семилетнем возрасте в рамках программы физиотерапии церебрального паралича. Попем дебютировал на международной арене, когда представлял Австралию на чемпионате мира по плаванию в Тихом океане в 2018 году в Кэрнсе, выиграл мужской бег на 100 м вольным стилем S8 и был членом мужской эстафеты вольным стилем 4×100 м (34 очка).
На чемпионате мира по плаванию в Лондоне в 2019 году он выиграл серебряную медаль на 100 м вольным стилем S8 среди мужчин и бронзовые медали на дистанции 50 м вольным стилем S8 среди мужчин и 4×100 м вольным стилем среди мужчин — 34 очка.
На Паралимпийских играх в Токио 2020 года он выиграл золотую медаль в беге на 100 м вольным стилем среди мужчин S8.

### Признание
- 2018 — Открытие года по версии AIS  на церемонии вручения наград по плаванию в Австралии.[2]
- 2019 — Спортсмен года Университета Кертина[6]
- 2019 — Пловец года в нескольких классах Западной Австралии[7]